# TBA (Magazin)
TBA (kurz für: to be announced, dt.: wird noch angekündigt) ist ein ehemaliges österreichisches Musik- und Medienmagazin, das von 2006 bis 2007 vierteljährlich erschien, von 2007 monatlich (12 Ausgaben pro Jahr) österreichweit und von April 2009 bis Dezember 2011 auch in Deutschland. Inhaber war die Monopol GmbH, Herausgeber war Thomas Heher. Sitz der Redaktion war Wien.
Das Magazin beschäftigte sich vor allem mit aktueller Musik abseits des Mainstreams von internationalen und nationalen Künstlern. Fixpunkte waren Rezensionen und Porträts bzw. Interviews mit Musikern. In der Sparte Leser schreiben konnten auch Leser Kommentare zum aktuellen Musikgeschehen abgeben.
In jeder Ausgabe fand sich ein Code, mit dem auf der Homepage des Magazins eine Reihe von Songs heruntergeladen werden konnte. Zudem bot TBA jeden Monat einen Veranstaltungskalender mit Konzert- und Veranstaltungstipps. In den Rubriken Film und Games wurden aktuelle Kinofilme und Computerspiele vorgestellt. Zudem fanden sich in jeder Ausgabe die aktuellen Charts.
TBA brachte die Wolfsgeschichten der Musiksponsoring-Linie „Eristoff Tracks“ mit den österreichischen Kabarettisten Stermann & Grissemann. Das waren kurze Dialoge, die immer nach demselben Muster abliefen: Stermann oder Grissemann erzählte eine Lügengeschichte, der anwesende Russe Nikolai kommentierte diese mit den Worten: „Ich glaube Herrn … jedes Wort.“ Diese Wolfsgeschichten gab es mit Aleksey Igudesman als Nikolai auch samstagabends beim österreichischen Musiksender goTV.